# 邊偉
邊偉（1469年—？），字朝儀，號雲立，直隸河間府任丘縣人，官籍，明朝政治人物。

## 生平
弘治五年（1492年）壬子科順天鄉試第十四名舉人，正德三年（1508年）中式戊辰科會試第一百五十七名，二甲第十三名進士。初授工部主事，官戶部員外郎，十年（1515年）四月考察，以才力不及，降級外調荊州府同知。累官至山東鹽運使。

## 家族
曾祖邊永，戶部郎中 贈都察院左副都御史；祖父邊銓，百戶；父邊宏，百戶。母孔氏，繼母曹氏。慈侍下。弟邊佶、邊儒。